# 史墨客
史墨客（英語：Michael Hanscom Smith），美國外交官，現任耶魯大學傑克遜全球事務學院高級研究員、戰略與國際研究中心中國研究主席兼資深研究員，曾任第41任美國駐港澳總領事。史墨客於1980年代起開始任職外交官，於其後主要在亞洲地區工作。

## 簡歷
史墨客生於緬因州，畢業於喬治城大學，並擁有倫敦政治經濟學院及普林斯頓大學碩士學位，及巴黎政治學院政治研究證書。他其後成為外交官，曾於多個美國駐外使領館工作，包括喀麥隆、丹麥、柬埔寨、泰國、阿富汗及中國。另外，他亦曾於美國國務院日本事務處任職，亦曾任美國在台協會台北辦事處經濟組組長。並曾領導美國在伊拉克穆薩納省的重建工作。
2014年9月，他就任美國駐上海總領事一職。2017年7月，史墨客卸任駐上海總領事，其後返回國務院，曾於2019年3月起代理美國國務院亞太局中國蒙古事務副助卿。至2019年6月，史墨客獲委任為美國駐港澳總領事，接替離任的唐偉康。
2022年7月，史墨客離任美國駐港澳總領事一職。史墨客在離任前夕呼籲中國「讓香港做回香港」（Our key message is simple: let Hong Kong be Hong Kong），並在臨別演辭中，批評中國近年逐步「拆毁和破壞」香港的自由和高度自治。他指出，過去數年香港在政治上的自由正在收窄，這一點影響美國在港的營商環境。他亦表明，政治環境也是香港國際金融中心地位的決定因素，寄語中國「魚與熊掌不能兼得」，不可能一方面想保留香港的國際地位，一方面收緊政治和社會自由。
在離任美國駐港澳總領事後，史墨客從任職32年的美國國務院中退休，改任耶魯大學傑克遜全球事務學院高級研究員，以及戰略與國際研究中心中國研究主席兼資深研究員。

## 個人生活
在任美國駐上海總領事期間，史墨客於2016年5月返回美國度假時，在三藩市與相識多年的同性伴侶呂英宗結婚。呂氏為一台灣人，兩人在史墨客於2006年至2010年任職美國在台協會時相識。
2022年1月5日，史墨客宣布他與呂英宗的兒子朱利安·呂·史（Julian Lu Smith）出生。
史墨客能通普通話、法語、丹麥語及高棉語。